# 神路山
神路山（かみじやま）は三重県伊勢市宇治にある山域で、南方面から伊勢神宮の内宮（皇大神宮）へ流れる五十鈴川上流域の流域の総称である。別称として、神道山、天照山（あまてるやま）、鷲（わしの）日山がある。

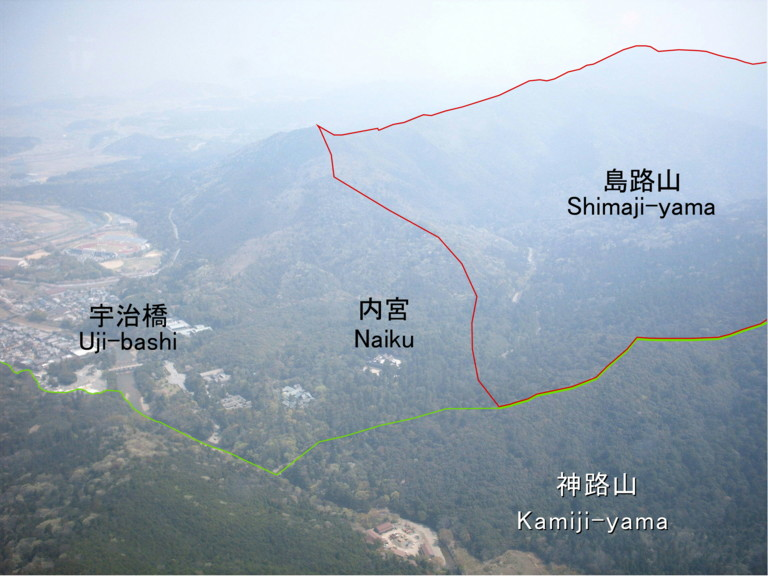
内宮付近の島路山と神路山

東は五十鈴川支流の島路川流域の島路山と稜線を共有する。伊勢神宮の他の森林と合わせ、神宮林と呼ぶ。神路山には宇治今在家町大字高麗広（こうらいびろ）があり、民家と農地が点在する。
西から南へは鼓ヶ岳-前山-鷲峰（しゅうれい）-竜ヶ峠、南から東へ八禰宜（はねぎ）山-剣峠-逢坂峠、ここよりほぼ北上し、五十鈴川と島路川を隔てる尾根の稜線を結び内宮に戻る。その周囲は約25kmである。島路山と同様に特別な山頂を意味しない。
竜ヶ峠は伊勢市矢持町から高麗広に通じる山道にある峠で、徒歩以外は通行困難なため自動車が普及してからは往来が絶え、ほぼ廃道になった。剣峠は三重県道12号伊勢南勢線にある峠で、大型車の通行は禁止されている。
神路山と島路山にはシカなどの動物が生息しており、県道12号伊勢南勢線に現れることがある。
神路山は他の神宮林と同様に、古くは神宮式年遷宮に用いるヒノキを調達する御杣山（みそまやま）であったが、これらの森林のヒノキが枯渇したため御杣山は年代により変遷し、江戸時代から木曽と美濃が御杣山となっている。神宮では大正末期から神宮林で檜の植林を行なっているが、間伐材を除けば遷宮に使えるようになるのは2125年からと予定されている。 
神路山ではヒノキの人工林以外に広葉樹も保護されており、学術的に貴重な針広混交林とされる。

## 歌枕として
順徳天皇が著した『八雲御抄』にも歌枕として記載されており、古来多くの和歌に詠まれてきた。